# Rackenthal
Rackenthal ist ein Ortsteil der Stadt Schönsee im Oberpfälzer Landkreis Schwandorf in Bayern.

## Geographische Lage
Die ca. 40 Gebäude der Ortschaft Rackenthal liegen auf den Hängen des 736 Meter hohen Schwandner Berges. Südöstlich von Rackenthal senkt sich die Landschaft steil zum Gaisthalerhammer ins Tal der Ascha hinunter. Im Ortsteil Gaisthalerhammer zweigt von der Staatsstraße 2159 nach Westen eine schmale Straße ab, die steil hinauf nach Rackenthal führt. Schönsee liegt rund 6,5 Straßen-Kilometer entfernt.

## Geschichte
Rackenthal (als Raekental) wurde 1285 im Herzogsurbar als Besitz von Herzog Ludwig II. von Oberbayern erstmals schriftlich erwähnt. Außerdem wurde ein bei Rackenthal gelegenes und später untergegangenes Swarlzenhorbe (Schwarzenhorb) erwähnt, dessen Name sich in der Bezeichnung Schwarzes Horn für einen Hügel bei Rackenthal erhalten hat.
Rackenthal erschien auch 1582 in den Zinsbüchern des Amtes Murach. Auch in den Musterungsprotokollen von 1587 taucht es auf. Auf einer Karte von 1589 ist es als Rackenthal Dorff eingezeichnet. Rackenthal gehörte zunächst zur Gemeinde Pirkhof. Als diese am 1. Januar 1946 aufgelöst wurde, kam Rackenthal zu Gaisthal und wurde dann mit Gaisthal am 1. Januar 1975 in die Stadt Schönsee eingegliedert.

## Kultur und Sehenswürdigkeiten
In der Mitte des Dorfes befand  sich eine um 1900 erbaute Kapelle. Diese wurde abgerissen und durch eine von den Dorfbewohnern selbst errichtete Kapelle ersetzt.